# دیمان
دیمان روستایی است که در استان اردبیل، شهرستان نیر، بخش مرکزی، دهستان دورسون خواجه قرار دارد.
مردم ساکن در این روستا از ایل بزرگ اینانلو هستند که نژاد آن ها به ابراهیم ینال یکی از سران بزرگ دودمان سلجوقی برمیگردد، همچنین اینانلو ها یکی از ایلات تشکیل دهند شاهسون ها می‌باشند که در دوره صفویه به تشکیل این حکومت و دوام آن کمک شایانی کرده اند.
تا دهه ۵۰ شمسی و قبل از اصلاحات ارضی توسط حکومت پهلوی حاجی بابا خان محمدی، خان این روستا و از خانات دهستان دورسون خواجه بوده است و اکنون هم تعدادی از فرزندان و نوادگان ایشان در این روستا و در شهر اردبیل ساکن هستند.
شغل مردم این روستا عمدتا دامداری و کشاورزی است و همچنین تعدادی هم به پرورش زنبور عسل مشغول هستند.

## جمعیت
بر اساس سرشماری سال ۱۳۸۵ جمعیت این روستا ۳۹۰ نفر با ۱۰۴ خانوار بوده‌است.